# Người Korowai

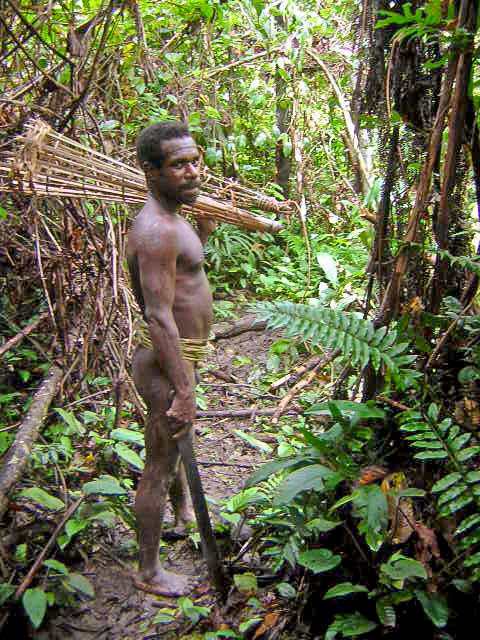
Một người đàn ông Korowai

Người Korowai hay Koroway, Kolufo là một dân tộc bản địa cư trú trong những cánh rừng ở cực đông của tỉnh Papua của Indonesia, người Korowai được phát hiện vào những năm 1970. Họ sống theo tổ chức xã hội theo hình thức bộ tộc và đây là một trong những bộ tộc sống hoang dã và nguyên thủy nhất thế giới hay còn biết đến là một bộ tộc người cây độc đáo sống biệt lập với thế giới trong hàng thế kỷ đã qua. Theo cuộc điều tra dân số Indonesia thì bộ lạc này có gần 3.000 thành viên sinh sống rải rác trong khắp các cánh rừng ở Papua.
Người Korowai từng có tục săn đầu người và ăn thịt người và được coi là Bộ tộc ăn thịt người hoang dã và ẩn dật, những người thuộc bộ tộc Korowai chuyên sống trên ngọn cây với những tập tục thời nguyên thủy trong đó một nhóm người săn bắn sống trong một khu rừng xa xôi ở Indonesia vừa được chính thức công nhận là bộ lạc đầu tiên sống trên cây, bộ lạc này nói ngôn ngữ riêng của mình và sống bằng động thực vật trong rừng.

## Đời sống xã hội

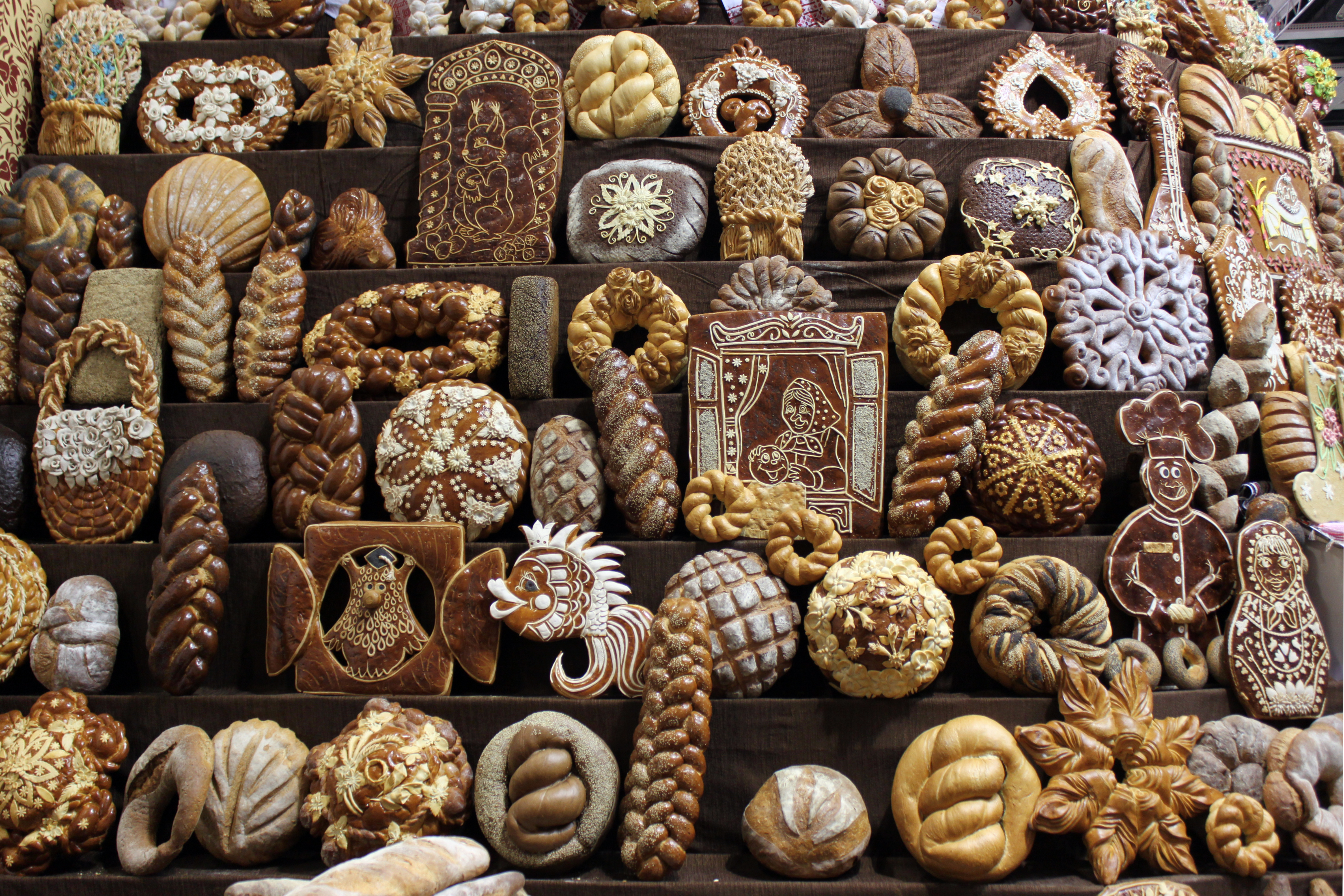
Những vật phẩm của người Korawai

Bộ tộc Korowai sống giữa rừng già, tách biệt hoàn toàn với thế giới văn minh, họ trú ẩn trong rừng sâu cách bờ biển Arafura khoảng 150 km và sống hoàn toàn tách biệt với thế giới bên ngoài, cuộc sống của họ toàn toàn như người nguyên thủy. Người Korowai có lối sống du cư, du mục và sống nhờ săn bắn thú rừng và hái lượm. Đàn ông săn thú để kiếm ăn, còn phụ nữ thì hái lượm, người Korowai từng có tục săn đầu người và ăn thịt người. Các thành viên trong bộ lạc rất giỏi săn bắn và câu cá. Bộ tộc này không có ngôn ngữ bình thường, những người trong bộ tộc giao tiếp riêng với nhau bằng ngôn ngữ riêng và ngôn ngữ của họ chỉ là những tiếng la hét, tiếng hú, tín hiệu khói, đánh dấu đường mòn và khả năng đọc dấu chân. Chỉ có một số người Korowai có thể đọc và viết được trong tổng số 2.868 người trong bộ tộc của họ.
Về tổ chức xã hội, cho tận đến ngày nay, nhiều người trong bộ tộc vẫn giữa được nếp sinh hoạt cổ xưa, người Korowai sống gắn kết với nhau, theo từng cụm, thường là 3 - 4 người đàn ông cùng vợ và những đứa con. Mỗi gia đình người Korowai có khoảng 8 thành viên và đối với mỗi gia đình đều có nhà riêng. Đàn ông Korowai lấy từ 2 - 3 vợ, tuy vậy họ không được phép quan hệ trong nhà mà phải ra ngoài vào rừng để quan hệ tình dục. Mỗi gia đình có nhiều con, nhưng nhiều trẻ con nơi đây thường bị chết yểu vì thiếu sự trợ giúp y tế.
Về trang phục, người Korowai chỉ che thân bằng lá chuối trong đó đàn ông hoàn toàn ở trần còn phụ nữ che phần kín bằng lá cây, cỏ khô, một số phụ nữ thì có lá hoặc cỏ che phần sinh dục còn phần đông thì không mặc gì. Những mô tả khác cho thấy, đàn ông của bộ tộc Korowai hầu như trần truồng, họ chỉ dùng một sợi mây quấn xung quanh bụng, còn phụ nữ mặc váy ngắn làm từ những chiếc lá khô. Trên mũi của đàn ông thường được trang điểm đồ vật làm từ răng dơi, còn trên bụng, ngực và nhiều chỗ khác trên thân thể là các hình xăm, đối với phụ nữ họ cũng có hình xăm tương tự và được cho là như thế mới có duyên.
Công cụ chính là họ dùng rìu đá, người Korowai không biết rìu đá đến với họ từ bao giờ và ở nơi nào, người Korowai cũng chế ra rất nhiều giáo mác khác nhau và mỗi một kiểu được sử dụng cho một loại con mồi. Những mũi giáo có răng cưa lớn ở giữa được làm từ xương chân của đà điểu và được dùng để tiêu diệt kẻ thù, những mũi giáo chẻ làm 4 dùng để bắt cá, những chiếc hình tù được dùng để bắt thằn lằn và chiếc làm bằng tre bản rộng như mái chèo dùng để bắt lợn rừng. Những mũi tên Koroway cũng là những sản phẩm độc đáo của bộ tộc này, tương tự như các loại giáo, mỗi mũi tên lại có một tên gọi khác nhau và được sử dụng để săn các loại mồi khác nhau ví dụ như mũi tên có ngạnh to ở giữa làm từ xương chân đà điểu được dùng để giết người, những mũi tên bên trái đó có 4 đầu nhọn để bắt cá, còn mũi tên có đầu lớn được dùng để bắt thằn lằn trong khi mũi tên có đầu bằng tre dùng để bắt lợn rừng.

## Ẩm thực
Đồ ăn của Người Korowai là các loại thú rừng săn được, họ chủ yếu ăn thịt lợn rừng, hươu, nai, cọ sago và chuối, các loại côn trùng, bọ, một số loại cây khác. Cọ Sago là loại thức ăn chủ yếu trong các bữa ăn của họ, cây Sago được đốn 4-6 tuần trước khi nó được chế biến thành lương thực, sau khi đốn, nó được để thối rữa trong đầm lầy nơi lũ ấu trùng có thể phát triển. Sau 4-6 tuần, cây cọ sẽ được bổ ra lấy các ấu trùng bọ cánh cứng Capricorn. Đây là một món ăn ưa thích của những người Korowai. Họ có thể ăn chúng cả lúc còn sống hay nấu chín. Ấu trùng có vị béo ngậy và mùi thơm rất hấp dẫn. Chúng là nguồn cung cấp chất béo đáng kể cho người cây Korawai. Phụ nữ Korowai lấy ấu trùng từ cây Sago, sau đó sẽ nghiền một nhánh cọ sago thành bột nhỏ một món ăn có trong các bữa ăn của người Korowai.
Các nhà dân tộc học cho biết bộ tộc Korowai được phát hiện vào thập niên 1970, khi đó họ vẫn còn những hủ tục như săn đầu người, ăn thịt người. Họ ăn óc người ngay khi vừa giết chết. Việc ăn thịt người của bộ tộc này chưa thể khẳng định đã hết. Tuy nhiên, một số ý kiến cho rằng không như những câu chuyện khủng khiếp do đồn thổi, người Korowai chỉ làm việc đó khi xử phạt một người phạm tội. Theo truyền thống, gia đình của nạn nhân được phép giết và ăn thịt những người làm điều ác chống lại bộ lạc. Ngày nay, họ không còn giữ thói quen đáng sợ này nữa nhưng những bộ xương của các tàn tích đen tối ở Papua New Guinea trong quá khứ hiện vẫn đang được các con cháu trong bộ tộc lưu giữ, xương của những nạn nhân hiện được các con cháu của họ lưu giữ cho đến ngày nay, các nhà nhân loại học tin rằng tiếp xúc với thế giới bên ngoài đã chấm dứt việc làm này của họ trong những năm gần đây.

## Kiến trúc

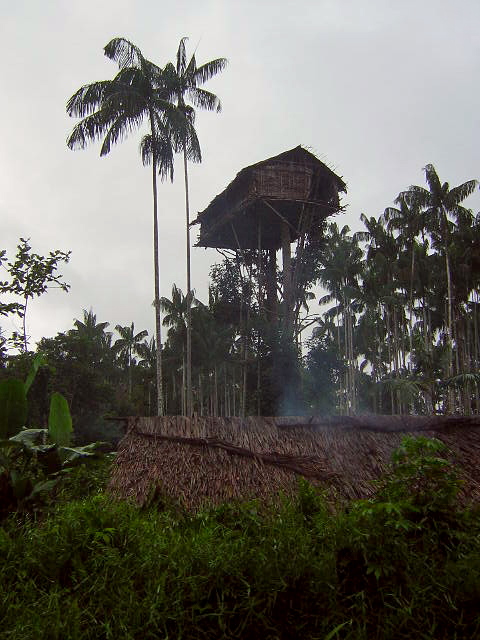
Nhà Korawai trên cây

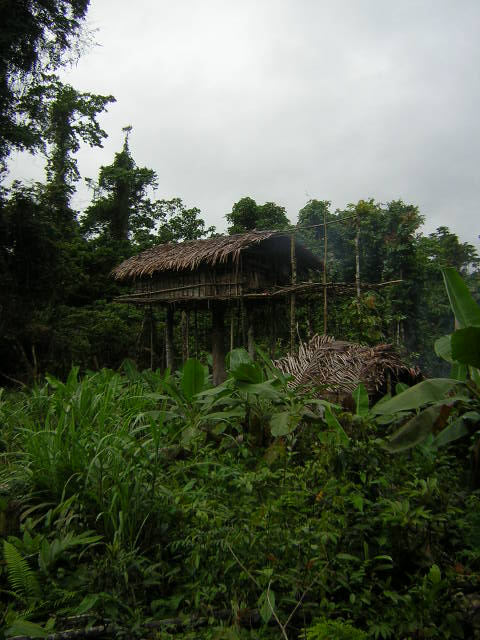
Một ngôi nhà

Điều đặc biệt nhất về bộ tộc Korowai là cách họ thiết kế và xây những ngôi nhà trên các thân cây cao. Korowai là bộ tộc duy nhất trên trái đất không sống ở mặt đất. Người Korowai chuyên làm những ngôi nhà cao chót vót trên ngọn cây, cách mặt đất khoảng 20-50m để ở, họ sống trên cao để tránh muỗi một loài có rất nhiều ở nơi đây, thú dữ và kẻ thù cũng như. Một số lý do nữa cho việc họ lựa chọn sống trên cao là để tránh các thế lực tà ác và sự làm phiền của hàng xóm thực chất họ làm nhà là để tránh các bộ tộc khác mà cũng có tập tục săn và ăn thịt người. Những ngôi nhà làm bằng vật liệu gỗ, tre, nứa... và trông xa chúng giống như chiếc tổ chim khổng lồ. Các bộ tộc thường xây nhà cách nhau khá xa và xung quanh nhà của mình đều có hệ thống phòng ngự khá bài bản, người Korowai cũng có cách tự bảo vệ mình theo cách trong bán kính 200m quanh ngôi nhà, họ chặt hết cây cỏ và để chúng tự khô héo. Như vậy, họ đã có một khoảng không cần thiết để quan sát và phát hiện những hiện tượng bất thường.
Thông thường, một ngôi nhà nằm ở độ cao từ 8 đến 12 m, nhưng cũng có nhà cao đến 35 m, thậm chí là đến 50m hoặc cao hơn. Thang cao dẫn lên nhà của người Korowai thường dài tới 50m ở tầng rừng trên cùng. Các thành viên của bộ tộc trèo một cách điêu luyện lên những chiếc thang để vào những ngôi nhà gỗ của mình cao tới 50 mét. Leo lên độ cao như thế không phải là điều thú vị đối với bất cứ người nào, ngoài cư dân bản địa. Bởi bạn phải leo lên độ cao tương đương ngôi nhà 15 - 20 tầng mà không có dây bảo hiểm. Những ngôi nhà cũng được xây ở nhiều độ cao khác nhau tùy thuộc vào vị trí của họ trong bộ tộc và phụ thuộc vào việc họ sống hòa hợp với những thành viên khác trong bộ tộc thế nào.
Thông thường, người Korowai chọn những cây cổ thụ cao, có tán cây rộng rồi làm nhà của mình ở trên đó. Nếu trong khu vực đó không có cổ thụ, họ sẽ chọn những cây có tuổi đời ít hơn và gia cố thêm một số nguyên liệu cho ngôi nhà chắc chắn. Họ chọn loại cây thân tròn, dùng rìu đẽo các khấc để làm thang và đặt sát vào thân cây chính để leo lên nhà. Khi đêm về, họ kéo chiếc thang này lên và ngôi nhà trở thành một pháo đài vững chãi ở trên cao. Một ngôi nhà của người Korowai được dựng trên một cây Banyan hay Wambom lớn và thoáng đãng. Sau khi chọn lựa kỹ càng thân cây để xây nhà, người thợ sẽ chặt bỏ phần ngọn cây, sau đó lắp khung sàn nhà làm từ cành cây và lát lá cọ. Tiếp đó, người thợ sẽ hoàn thiện phần tường, mái nhà và những phần này được nối với nhau bằng sợi cọ. Để gia cố ngôi nhà, người Korowai đóng thêm các cột trụ ở các góc nhà.
Mỗi ngôi nhà có thể chứa đến hàng chục người. Người Korowai thậm chí xây cả nhà sưởi cho nhà trên cây. Các ngôi nhà mới sau đó được bôi mỡ động vật ở cửa để trừ tà. Khi xây dựng ngôi nhà thì tất cả họ hàng đều tham gia và phải mất vài tuần mới hoàn thành. Kết cấu ngôi nhà của người Korowai thường có một gian phòng lớn, không bị chia cắt, đủ chỗ cho từ 5 - 12 người sinh sống. Mái nhà và vách nhà làm từ lá cọ loại lớn, phía trên mái nhà của các gia đình này có một bộ xương người và họ không muốn người lạ nói rằng nơi đây vẫn còn tục ăn thịt người. Phía dưới ngôi nhà, trên mặt đất, người Korowai dựng một công trình tương tự như bếp để chuẩn bị bữa ăn. Bếp làm từ đất sét, phía trên có chiếc giỏ lớn để đựng củi khô, hay dùng để sấy khô các vật dụng khác. Một ngôi nhà Korowai truyền thống là nơi ở cho cả gia đình và vật nuôi. Những ngôi nhà lớn hơn có cả bếp và phòng riêng cho nam và nữ. Tất nhiên, mối nguy hại nhất với những ngôi nhà xây bằng cành cây dễ cháy này là lửa. Vì vậy, trong nhà có bếp thiết kế đặc biệt và có thể cắt đứt với ngôi nhà trong trường hợp có lửa bùng lên. Trung bình, tuổi thọ của một ngôi nhà trên cây là 5 năm.

## Quan hệ với bên ngoài
Năm 1974, bộ tộc này mới được một nhà truyền giáo người Hà Lan phát hiện. Bộ tộc Korowai bao gồm một cộng đồng nhỏ, với sự gắn kết giữa các gia đình truyền thống cùng săn bắt, hái lượm. Bộ tộc này có dân số 3.000 người, sống ở cực đông của tỉnh Papua (Indonesia). Bộ tộc này được phát hiện vào năm 1970. Họ sống giữa rừng già, tách biệt hoàn toàn với thế giới văn minh. Cho đến cuối thập niên 1970 khi một nhà nhân chủng học tiến hành nghiên cứu về bộ lạc, những người Korowai này mới biết tới sự tồn tại của những người khác bên ngoài thế giới của họ, họ không hề biết rằng ngoài họ ra còn có những người khác sinh sống.
Người dân của bộ tộc này không tiếp xúc với nền văn minh bên ngoài nhờ những đầm lầy, các cánh rừng rậm và cả các căn bệnh. Mặc dù vậy, cũng có những đoàn thám hiểm đến tiếp cận với người Korowai và cho biết người của bộ tộc này chưa bao giờ ra khỏi cánh rừng mình lưu trú. Họ không có một hình dung nào về thế giới bên ngoài và thường tránh xa người lạ. Với lãnh thổ của mình, họ bảo vệ rất nghiêm ngặt. Ngay cả các bộ tộc láng giềng muốn đến cũng phải xin phép trước. Cũng có một nhóm người trong số họ tới khai thác đá ở các cao nguyên và chuyển xuống phía những cánh rừng thông qua các mối quan hệ trao đổi.
Ngày nay, bộ tộc này đã biết đến sự tồn tại của thế giới văn minh, tuy nhiên, họ vẫn trốn tránh thế giới văn minh, không quan tâm đến các dân tộc khác và không muốn tiếp xúc. Đã 30 năm qua, những nhà truyền giáo đến đây để chữa bệnh cho trẻ em, giảng đạo, đưa các đồ vật của cuộc sống văn minh đến... nhưng người Korowai không bị khuất phục. Họ sống như tổ tiên của họ, trong thế giới của riêng mình, nơi mà mọi vật rất dễ hiểu và quá quen thuộc với họ. Ngay cả khi bệnh tật cướp đi người thân của họ, họ cũng không hoảng loạn mà cho rằng người anh em ra đi là do thần linh kêu gọi. Tin vào thánh thần và quỷ dữ, người Korowai tiếp tục sống trong ngôi nhà ở trên cao như họ đã sống mặc cho thế giới văn minh bên ngoài phát triển như thế nào.
Khách du lịch, thậm chí là chính quyền, các nhà nghiên cứu cũng khó tiếp xúc với họ. Nhiều nhà thám hiểm đã từ châu Âu đến Papua và xác nhận rằng có những người của bộ tộc Korowai chưa từng thấy người da trắng, nên họ rất cảnh giác với người lạ. Các món quà tặng, rồi đồ ăn, thức uống mà người da trắng đem ra đãi không có nghĩa lý gì đối với người Korowai. Họ chỉ mong cho người da trắng sớm rời khỏi lãnh địa của mình. Trong quan niệm của người Korowai, họ sợ các hồn ma có thể nhập vào người da trắng rồi giết họ. Họ vẫn dè dặt trong việc tiếp xúc với thế giới bên ngoài và đã chấm dứt việc đó trong những năm gần đây. Giờ đây tuy không ít người Korowai đã quen với cảnh du khách tò mò lặn lội vào nơi sinh sống của họ, nhưng có một số gia đình nhất định không cho du khách vào nhà.